# Nastri d'argento 2023
Els Nastri d'argento 2023 foren la 78a edició de l'entrega dels premis Nastro d'Argento (Cinta de plata) que va tenir lloc el 20 de juny de 2023. Van tenir lloc al MAXXI - Museo nazionale delle arti del XXI secolo de Roma. Les nominacions es van anunciar l'1 de juny de 2023. L'esdeveniment va ser presentat per la periodista i presentadora de televisió Francesca Fialdini
El Nastri d'argento - Grandi Serie es va celebrar el 17 de juny de 2023 al Teatre de la Cort del Palau Reial de Nàpols. Les candidatures es van anunciar el 12 de maig de 2023.

## Guanyadors i candidats
Els guanyadors s'indiquen en negreta, seguits de la resta de candidats.

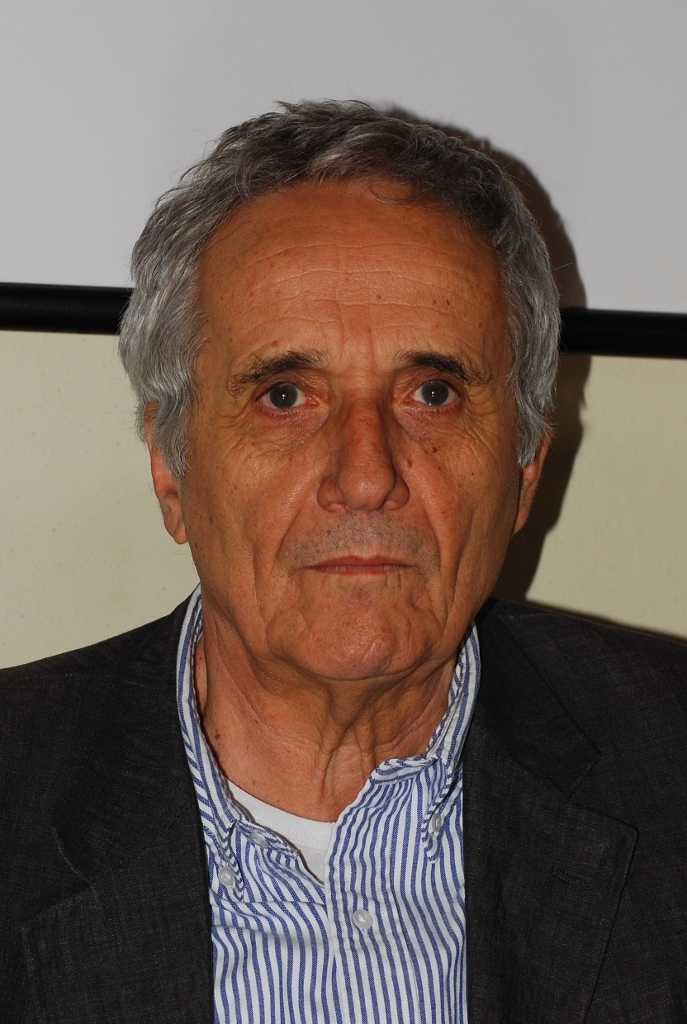
Marco Bellocchio, millor pel·lícula, millor director i millor guió

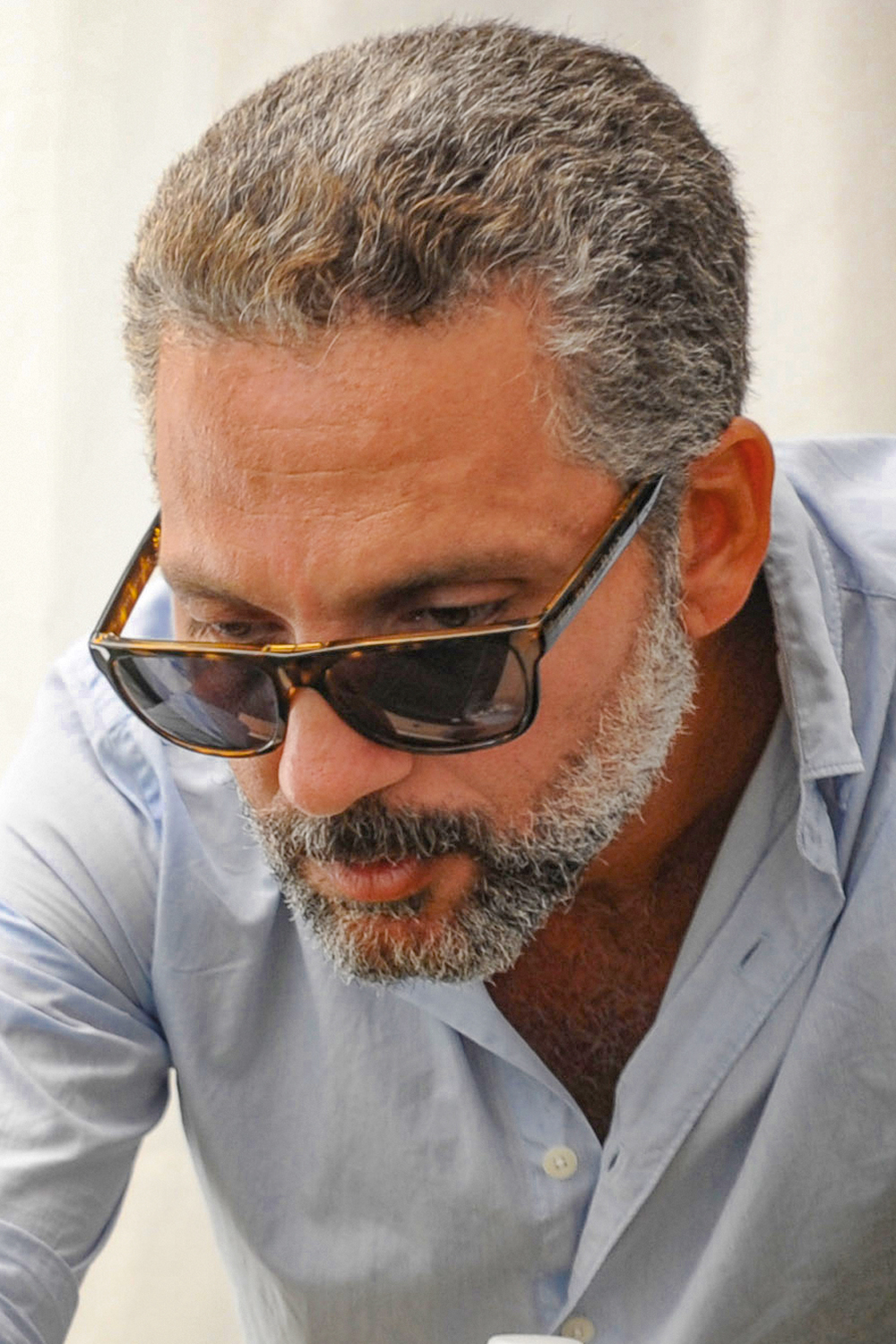
Giuseppe Fiorello, millor director novell

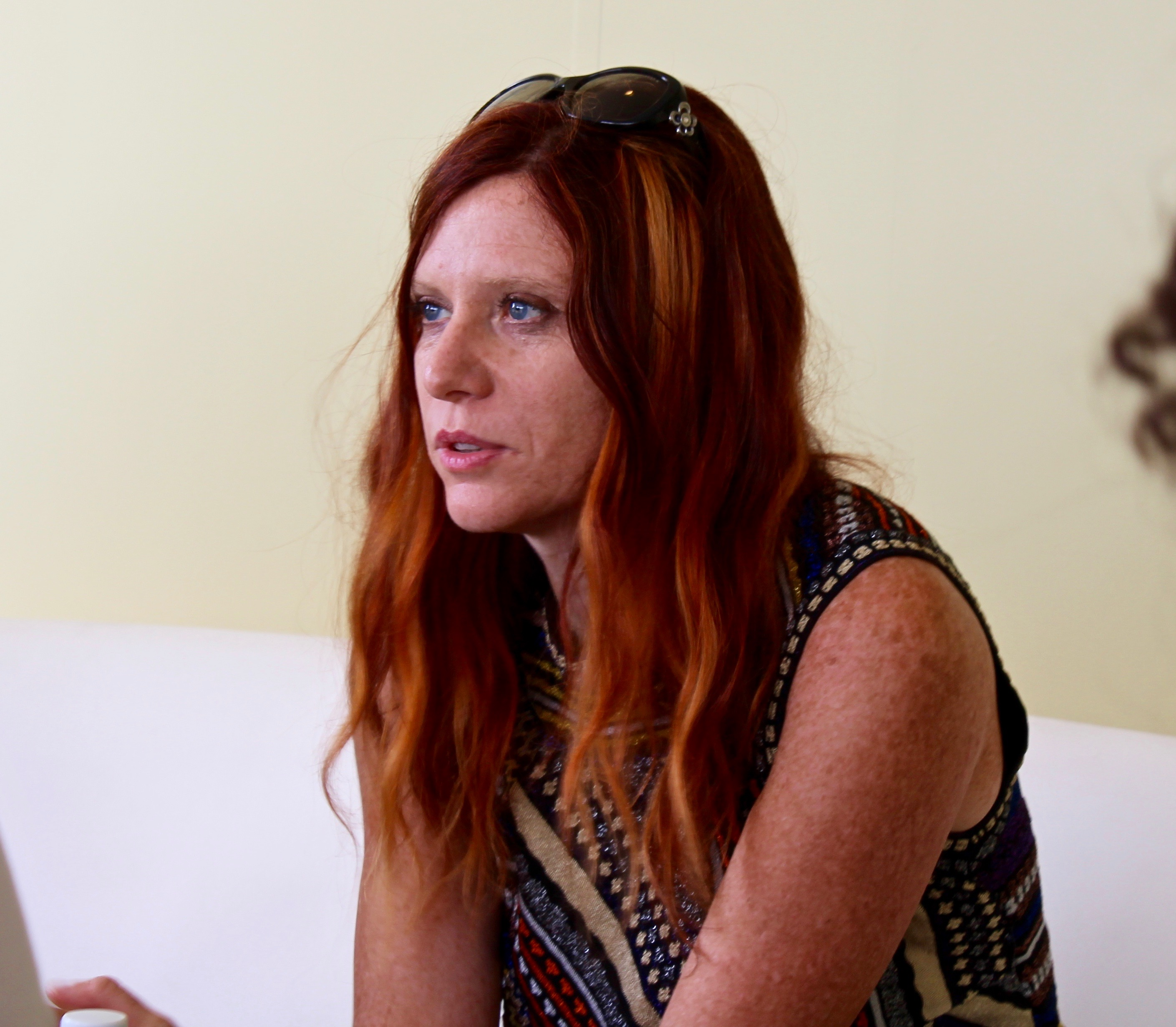
Susanna Nicchiarelli, millor guió

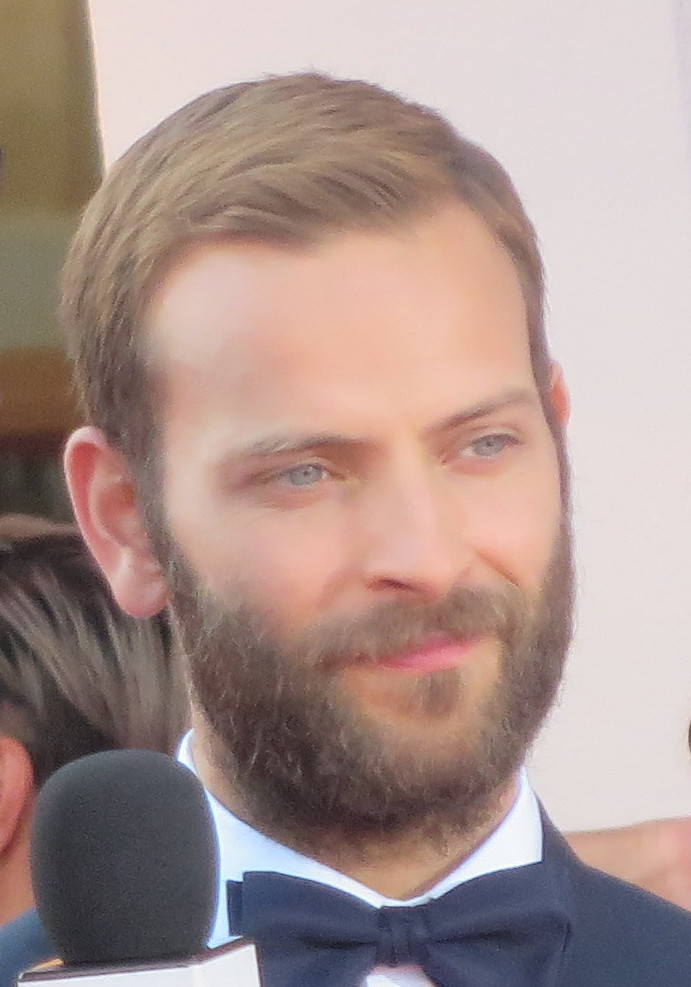
Alessandro Borghi, millor actor

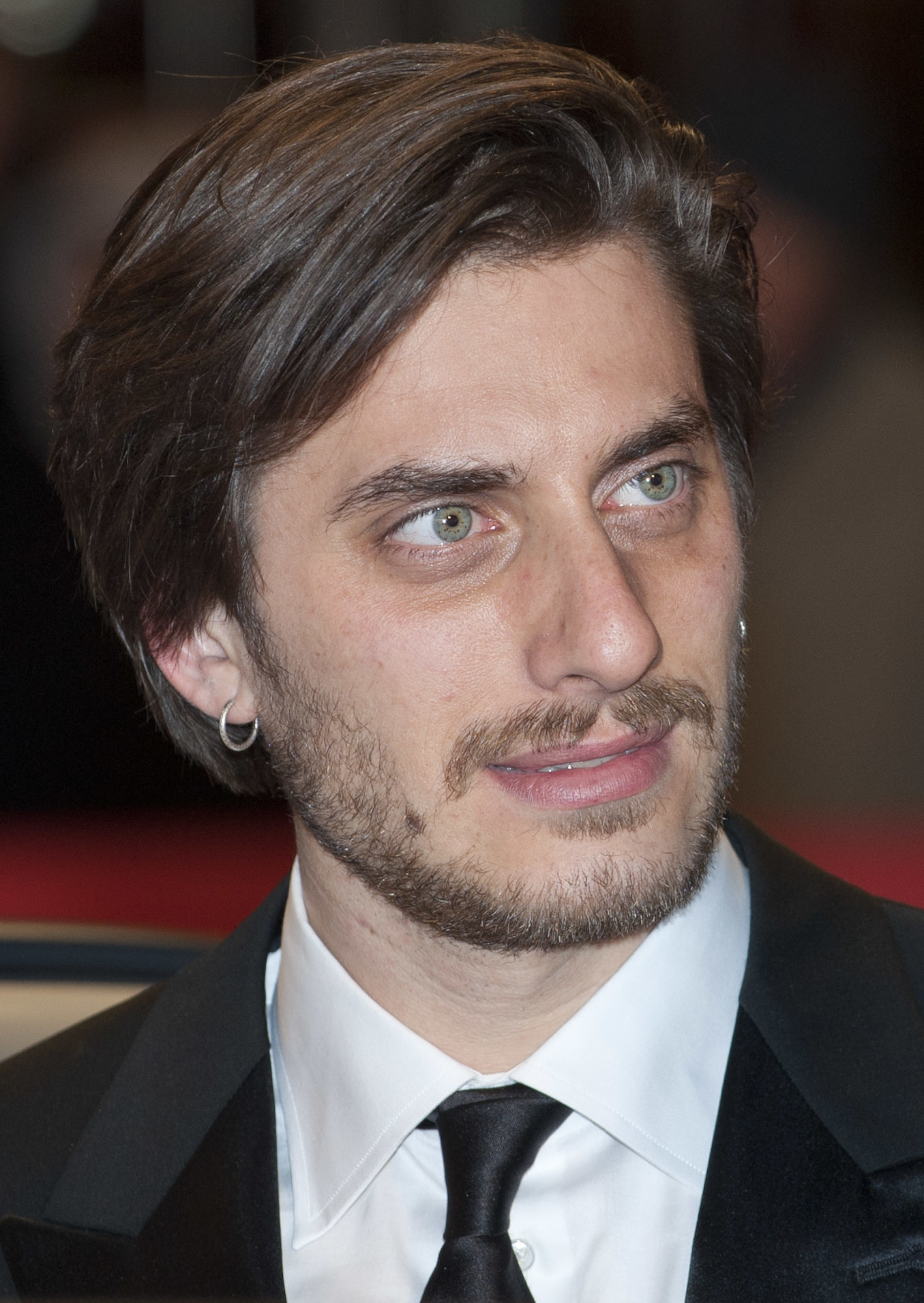
Luca Marinelli, millor actor

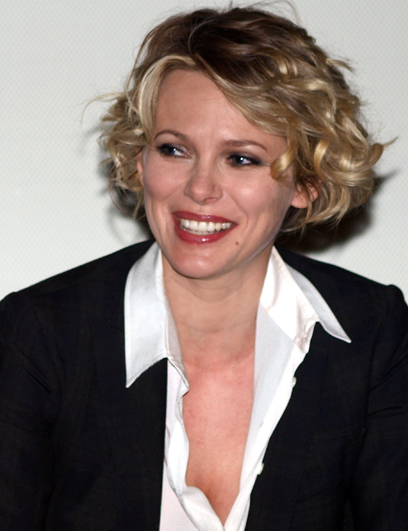
Barbora Bobul'ova, millor actriu no protagonista

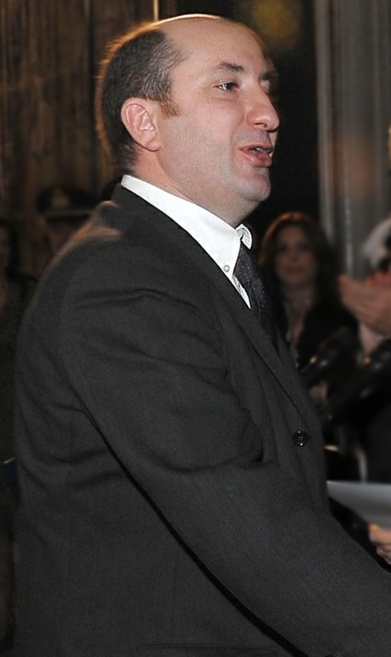
Antonio Albanese, millor actor de comèdia

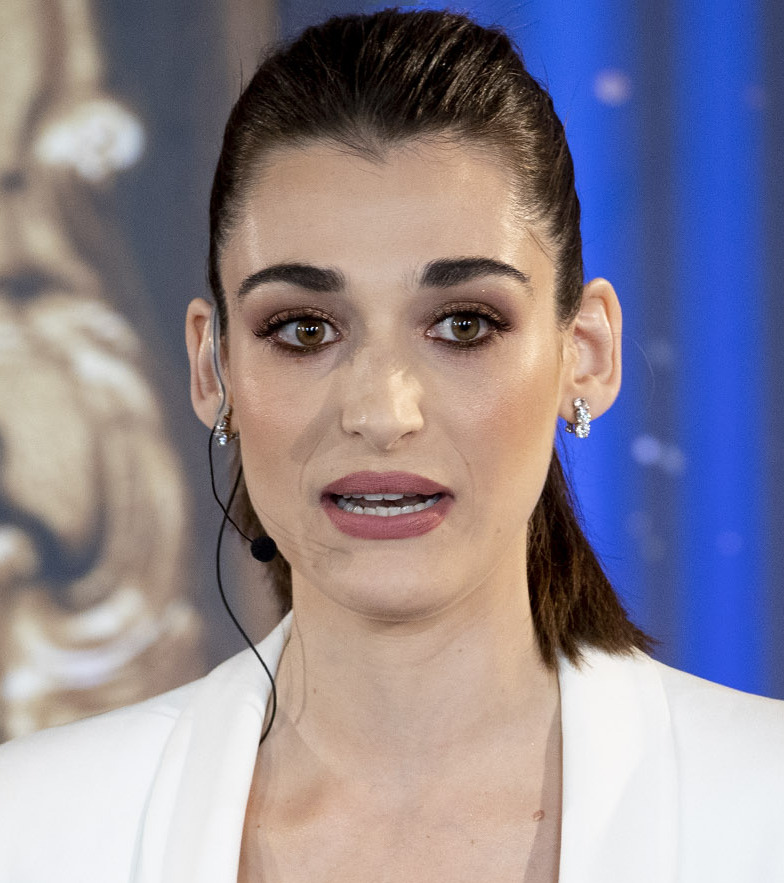
Pilar Fogliati, millor actriu de comèdia

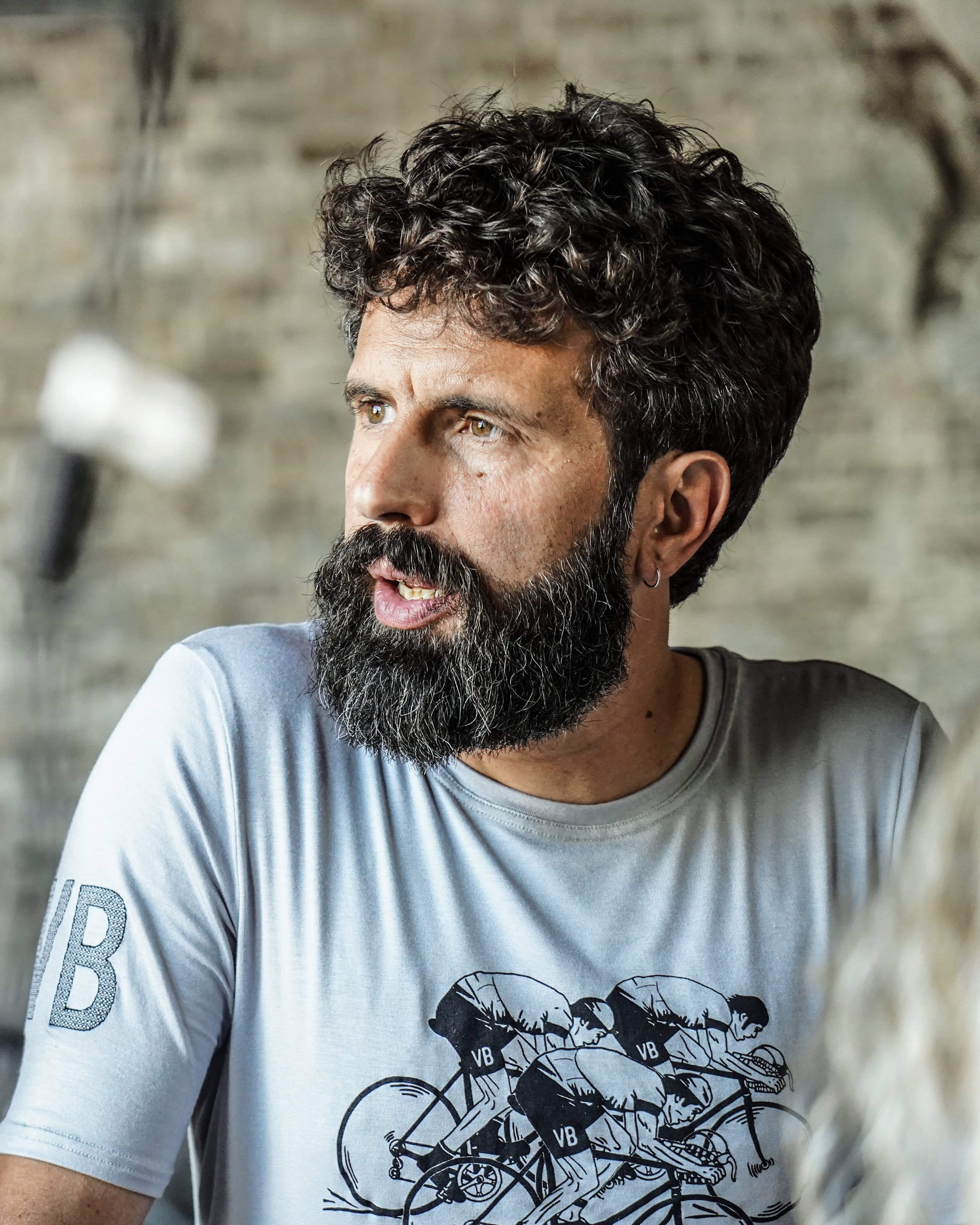
Michele d'Attanasio, millor fotografia

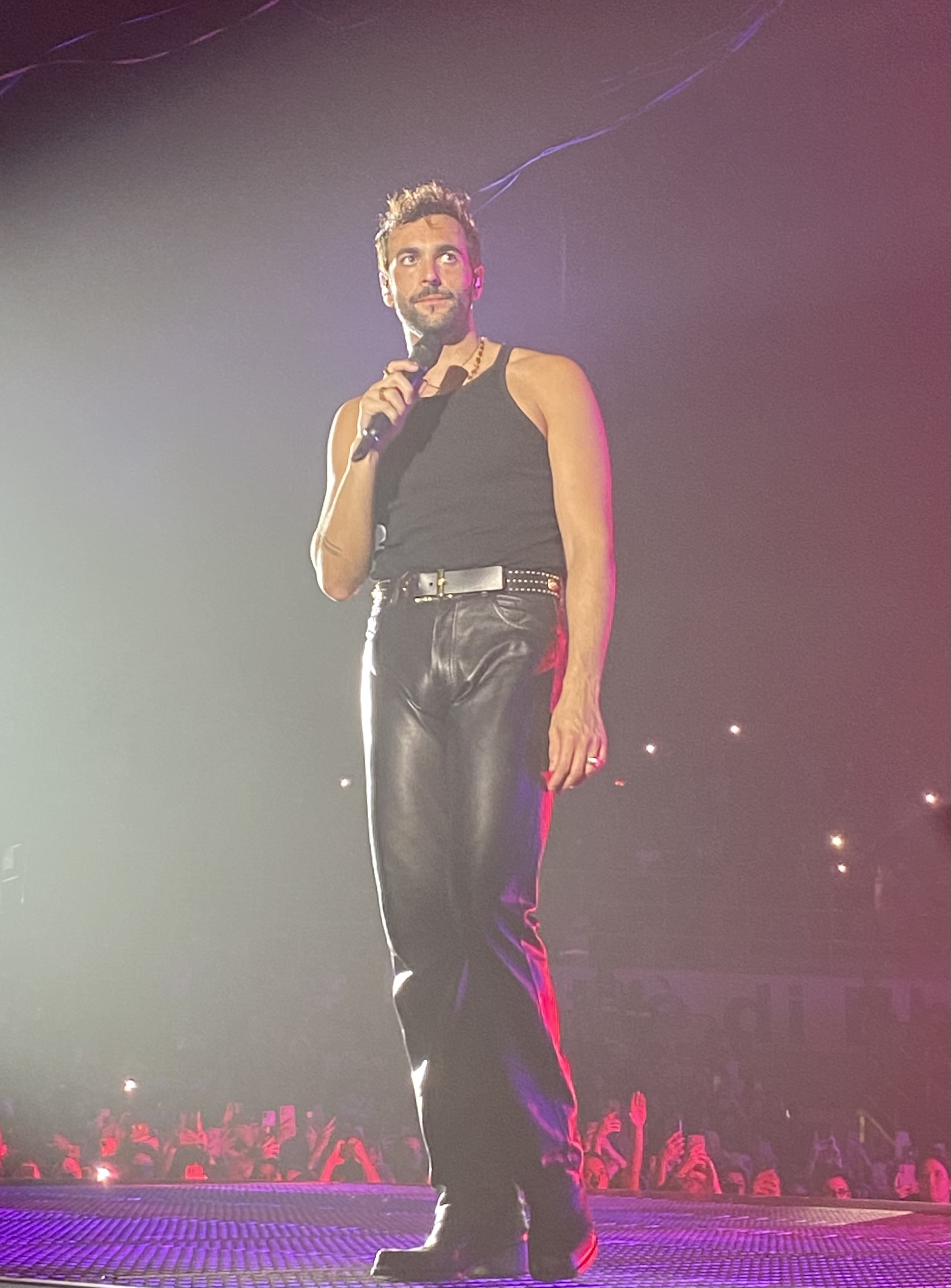
Marco Mengoni, millor cançó

### Millor pel·lícula
- Rapito, dirigida per Marco Bellocchio
- Il sol dell'avvenire, dirigida per Nanni Moretti
- Il ritorno di Casanova, dirigida per Gabriele Salvatores
- Il signore delle formiche, dirigida per Gianni Amelio
- Siccità, dirigida per Paolo Virzì

### Millor director
- Marco Bellocchio - Rapito
- Andrea Di Stefano - L'ultima notte di Amore
- Luca Guadagnino - Bones and All
- Nanni Moretti - Il sol dell'avvenire
- Kim Rossi Stuart - Brado

### Millor director novell
- Giuseppe Fiorello - Stranizza d'amuri
- Carolina Cavalli - Amanda
- Niccolò Falsetti - Margini
- Vincenzo Pirrotta - Spaccaossa
- Jasmine Trinca - Marcel!
- Giacomo Abbruzzese - Disco Boy

### Millor pel·lícula de comèdia
- Mixed by Erry, dirigida per Sydney Sibilia
- Grazie ragazzi, dirigida per Riccardo Milani
- Il grande giorno, dirigida per Massimo Venier
- Astolfo, dirigida per Gianni Di Gregorio
- Romantiche, dirigida per Pilar Fogliati

### Millor argument
- L'immensità - Emanuele Crialese
- Mia - Ivano De Matteo, Valentina Ferlan
- Princess - Roberto De Paolis
- Il primo giorno della mia vita - Paolo Genovese
- Orlando - Daniele Vicari, Andrea Cedrola
- Piano piano - Nicola Prosatore, Antonia Truppo

### Millor guió
- Rapito - Marco Bellocchio, Susanna Nicchiarelli en col·laboració amb Edoardo Albinati, Daniela Ceselli
- Brado - Kim Rossi Stuart, Massimo Gaudioso
- Il sol dell'avvenire - Francesca Marciano, Valia Santella, Nanni Moretti, Federica Pontremoli
- Mixed by Erry - Armando Festa, Sydney Sibilia
- Siccità - Francesca Archibugi, Paolo Giordano, Francesco Piccolo, Paolo Virzì

### Millor actor protagonista
- Alessandro Borghi, Luca Marinelli - Le otto montagne
- Pierfrancesco Favino - L'ultima notte di Amore
- Edoardo Leo - Mia
- Luigi Lo Cascio - Il signore delle formiche
- Fausto Russo Alesi - Rapito

### Millor actriu protagonista
- Barbara Ronchi - Rapito
- Margherita Buy - Il sol dell'avvenire
- Linda Caridi - L'ultima notte di Amore
- Benedetta Porcaroli - Amanda
- Jasmine Trinca - Profeti

### Millor actor no protagonista
- Paolo Pierobon - Rapito
- Fabrizio Bentivoglio - Il ritorno di Casanova
- Francesco Di Leva - L'ultima notte di Amore
- Lino Musella - Princess
- Saul Nanni - Brado

### Millor actriu no protagonista
- Barbora Bobuľová - Il sol dell'avvenire
- Milena Mancini - Mia
- Sara Serraiocco - Il primo giorno della mia vita
- Kasia Smutniak - Il colibrì
- Lidia Vitale - Ti mangio il cuore

### Millor actor en una pel·lícula de comèdia
- Antonio Albanese - Grazie ragazzi
- Claudio Bisio - Vicini di casa
- Paolo Calabresi - I migliori giorni
- Nicola Rignanese - Margini
- Giorgio Tirabassi - Il pataffio

### Millor actriu en una pel·lícula de comèdia
- Pilar Fogliati - Romantiche
- Antonella Attili - Il grande giorno
- Giorgia - Scordato
- Valentina Lodovini - I migliori giorni
- Stefania Sandrelli - Astolfo

### Millor fotografia
- Michele D'Attanasio - Ti mangio il cuore, L'ombra di Caravaggio
- Luan Amelio - Il signore delle formiche
- Francesco Di Giacomo - Rapito
- Italo Petriccione - Il ritorno di Casanova
- Matteo Vielle - Delta

### Millor escenografia
- Tonino Zera - L'ombra di Caravaggio, Mixed by Erry
- Andrea Castorina - Rapito
- Dimitri Capuani - Siccità
- Rita Rabassini - Il ritorno di Casanova
- Alessandro Vannucci - Il sol dell'avvenire

### Millor vestuari
- Carlo Poggioli - L'ombra di Caravaggio
- Massimo Cantini Parrini - L'immensità
- Patrizia Chericoni - Il ritorno di Casanova
- Marta Passarini - Marcel!
- Nicoletta Taranta - Stranizza d'amuri

### Millor muntatge
- Francesca Calvelli, Stefano Mariotti - Rapito
- Consuelo Catucci - L'ombra di Caravaggio
- Giogiò Franchini - L'ultima notte di Amore
- Paola Freddi - Monica, Princess
- Jacopo Quadri - Siccità

### Millor so en directe
- Alessandro Palmerini - Le otto montagne
- Roberto Cois - Bentu
- Angelo Bonanni - Delta
- Umberto Montesanti - Il primo giorno della mia vita
- Alessandro Zanon - Il sol dell'avvenire

### Millor banda sonora
- Colapesce Dimartino - La primavera della mia vita
- Stefano Bollani - Il pataffio
- Franco Piersanti - Siccità, Il sol dell'avvenire
- Pivio e Aldo De Scalzi - Diabolik - Ginko all'attacco!
- Teho Teardo - Delta, Orlando

### Millor cançó
- Caro amore lontanissimo (música de Sergio Endrigo, lletra de Riccardo Sinigallia, interpretada per Marco Mengoni) - Il colibrì
- Leggera (música i lletra deLevante, Antonio Filippelli, Daniel Gabriel Bestonzo, interpretada per Levante) - Romantiche
- Se mi vuoi (música, lletra i interpretació de Diodato) - Diabolik - Ginko all'attacco!
- La palude (música i lletra de Niccolò Falsetti, Giacomo Pieri, Alessio Ricciotti, Francesco Turbanti, interpretada per Francesco Turbanti, Emanuele Linfatti, Matteo Creatini) - Margini
- Proiettili (ti mangio il cuore) (música de Joan Thiele, Elisa, Emanuele Triglia, lletra i interpretació d'Elodie, Joan Thiele) - Ti mangio il cuore
- 'O Dj (Don't Give Up) (música, lletra i interpretació de Liberato) - Mixed by Erry

### Millor director de càsting
- Francesca Borromeo - Mixed by Erry
- Marita D'Elia - Piano piano
- Teresa Razzauti - Diabolik - Ginko all'attacco!
- Francesco Vedovati, Morgana Bianco - Le otto montagne
- Francesco Vedovati, Barbara Giordani - L'ombra di Caravaggio

### Premis especials

#### Nastro d'argento de l'any
- La stranezza, dirigida per Roberto Andò

#### Nastro d'argento a la carrera
- Giovanna Ralli

#### Nastro d'argento especial
- Michele Placido

#### El "cameo" de l'any
- Giovanni Veronesi in La divina cometa

#### Nastro d'argento europeu
- Valeria Bruni Tedeschi per Forever Young - Les Amandiers

#### Premi Guglielmo Biraghi
- Leonardo Maltese - Il signore delle formiche, Rapito
- Valentina Romani - Il sol dell'avvenire

#### Premi Graziella Bonacchi
- Samuele Segreto, Gabriele Pizzurro - Stranizza d'amuri

#### Premi Fondazione Claudio Nobis
- Greta Gasbarri - Mia
- Massimiliano Caizzo - Piano piano

#### Premi Persol al personatge de l'any
- Giacomo Gianniotti

#### Premi Wella per la imatge
- Pilar Fogliati

#### Premi Nuovo Imaie
- Lidia Vitale - Ti mangio il cuore

#### Premi HamiltonBehind the camera- Nastri d'Argento
- Colapesce Dimartino

## Nastri d'argento - Grandi Serie
Els guanyadors s'indiquen en negreta, seguits de la resta de candidats.

### Millor sèrie de televisió
- Esterno notte, dirigida per Marco Bellocchio
- La vita bugiarda degli adulti, dirigida per Edoardo De Angelis
- The Bad Guy, dirigida per Giuseppe G. Stasi i Giancarlo Fontana
- The Good Mothers, dirigida per Julian Jarrold i Elisa Amoruso
- Tutto chiede salvezza, dirigida per Francesco Bruni

### Millor sèrie de televisió - Crim
- La legge di Lidia Poët, dirigida per Matteo Rovere i Letizia Lamartire
- Christian - Seconda stagione, dirigida per Stefano Lodovichi
- Il Patriarca, dirigida per Claudio Amendola
- Rocco Schiavone - Quinta stagione, dirigida per Simone Spada
- Sei donne - Il mistero di Leila, dirigida per Vincenzo Marra

### Millor sèrie de televisió - Dramedy
- Prisma, dirigida per Ludovico Bessegato
- Black Out - Vite sospese, dirigida per Riccardo Donna
- Corpo Libero, dirigida per Cosima Spender i Valerio Bonelli
- Resta con me, dirigida per Monica Vullo
- Shake, dirigida per Giulia Gandini

### Millor sèrie de televisió - Comèdia
- Call My Agent - Italia, dirigida per Luca Ribuoli
- Boris - Quarta stagione, dirigida per Giacomo Ciarrapico i Luca Vendruscolo
- I delitti del BarLume, dirigida per Roan Johnson i Milena Cocozza
- Incastrati - Seconda stagione, dirigida per Ficarra e Picone
- Sono Lillo, dirigida per Eros Puglielli

### Millor Docuserie
- Circeo, dirigida per Andrea Molaioli
- Il caso Alex Schwazer, dirigida per Massimo Cappello
- L'Ora - Inchiostro contro piombo, dirigida per Piero Messina, Ciro D'Emilio i Stefano Lorenzi
- Vatican girl - La scomparsa di Emanuela Orlandi, dirigida per Mark Lewis
- Wanna, dirigida per Nicola Prosatore

### Millor telefilm
- Filumena Marturano, dirigida per Francesco Amato
- Fernanda, dirigida per Maurizio Zaccaro
- Tina Anselmi - Una vita per la democrazia, dirigida per Luciano Manuzzi

### Millor actriu protagonista
- Margherita Buy - Esterno notte
- Barbara Chichiarelli - The Good Mothers
- Matilda De Angelis - La legge di Lidia Poët
- Giordana Merengo i Valeria Golino - La vita bugiarda degli adulti
- Claudia Pandolfi - The Bad Guy

### Millor actor protagonista
- Fabrizio Gifuni – Esterno notte
- Francesco Colella - The Good Mothers
- Marco Giallini - Rocco Schiavone - Quinta stagione
- Luigi Lo Cascio - The Bad Guy
- Edoardo Pesce - Christian - Seconda stagione

### Millor actor no protagonista
- Andrea Pennacchi - Tutto chiede salvezza
- Vinicio Marchioni - Django
- Gabriel Montesi - Esterno notte
- Alessandro Preziosi - La vita bugiarda degli adulti
- Tony Sperandeo - Incastrati - Seconda stagione

### Millor actriu no protagonista
- Valentina Bellè - The Good Mothers
- Selene Caramazza - The Bad Guy
- Emanuela Fanelli - Call My Agent - Italia
- Daniela Marra – Esterno notte
- Pina Turco - La vita bugiarda degli adulti

### Sèrie de televisió de l’any
- Mare fuori - Terza stagione

### Premis especials

#### Nastro de la legalitat - Sèrie
- Tutto per mio figlio, dirigida per Umberto Marino

#### Nastro d'argento Especial - Cameo
- Paolo Sorrentino - Call My Agent - Italia

#### Nastro d'argento Especial - Direcció artística
- Francesca Comencini - Django

#### Nastro d'argento Especial - Per una icona estimada pel públic
- Luisa Ranieri
- Elena Sofia Ricci
- Claudio Amendola

#### Nastro d'argento Especiale - Per i 30 anni di successi
- Lux Vide

#### Nastro d'argento Especial
- Solo per passione - Letizia Battaglia fotografa
- Mina Settembre

#### Premi Nuovo Imaie 2023
- Francesco Arca i Mario di Leva - Resta con me

#### Premi Fondazione Claudio Nobis
- Selene Caramazza

#### Premi Biraghi - Sèrie
- Federico Cesari - Tutto chiede salvezza
- Fotinì Peluso - Tutto chiede salvezza

#### Premi Persol - Jove Promesa
- Federico Cesari

#### Premi Pianegonda - Per la classe i l’estil
- Elena Sofia Ricci

#### Premi Campo Marzio - Per l’argument
- Marco Bellocchio - Esterno notte
- Stefano Bises - Esterno notte
- Ludovica Rampoldi - Esterno notte
- Davide Serino - Esterno notte

#### Premi per la imatge - Wella Professionals
- Fotinì Peluso

## Corti d'Argento

### Ficció
- Calcutta 8:40 AM, dirigida per Adriano Valerio
- Battima, dirigida per Federico Demattè
- Il Barbiere Complottista, dirigida per Valerio Ferrara
- La Fornace, dirigida per Daniele Ciprì
- Le Variabili Dipendenti, dirigida per Lorenzo Tardella

### Animació
- A guerra finita, In quanto a noi, dirigida per Simone Massi
- Caramelle, dirigida per Matteo Panebarco
- Clair De Lune, dirigida per Diego Zucchi e Fabio Bozzetto
- Fantasma, dirigida per Donato Sansone
- When You Wish Upon A Star, dirigida per Domenico Modafferi

### Nastro especial
- Le pupille, dirigida per Alice Rohrwacher

### Millor premi a la direcció
- Serena Corvaglia - Un'ora sola
- Greta Scarano - Feliz Navidad

### Millor interpretació
- Aurora Giovinazzo - Nostos
- Abdoulaye Seck - Battima